# Katedrala u Canterburyju
Katedrala u Canterburyju, službenog imena Katedrala i metropolitska Kristova crkva u Canterburyju, je katedrala u Canterburyju, Kent; najslavnija i jedna od najstarijih kršćanskih građevina u Engleskoj. Danas je prijestolnica nadbiskupa Canterburyja koji je vjerski lider Engleske crkve i smatra se središtem Anglikanske zajednice širom svijeta. God. 1988., upisana je na UNESCO-ov popis mjesta svjetske baštine u Europi kao iznimno arhitektonsko djelo velike ljepote ukrašeno najvećom kolekcijom vitraja u Ujedinjenom Kraljevstvu.

## Povijest
Kada su Rimljani osvojili Britaniju 43. god., već je postojalo selo Durwhern koje su oni prozvali Durovernum i učinili ga upravnim središtem pokrajine Kent. Kao važnu postaju između primorja i Londona, Canterbury su opsjedali Juti, a kasnije Angli i Sasi, te je u 6. st. postao glavni grad Saksonskog Kraljevstva pod imenom Cantwarabyring (Grad ljuti iz Kenta). U to vrijeme Engleskom su još uvijek dominirale poganske religije, a Canterbury je postao središte kršćanstva kao prvi grad koji je priznao vrhovnost Rimske Crkve.
God. 597., monah Augustin, kojega je poslao papa Grgur I.,  je pristao na obale Kenta kako bi pokrstio Sase. Toplo ga je primio kralj Ethelbert od Kenta, koji je iako još uvijek poganin, bio oženjen franačkom princezom i kršćanskom, Bertom. Ona je na brdu izvan rimskih zidina grada dala izgraditi crkvu posvećenu sv. Martinu, koja i danas stoji i smatra se najstarijom posvećenom crkvom u Engleskoj. Nakon pokrštenja kralja, Augustin je zasnovao samostan s crkvom unutar gradskih zidina, a papa joj je dodijelio status katedrale, čime je postala prvom prvostolnicom u Engleskoj, a Augustin prvim biskupom.
Samostan i crkvu su uništili Vikinzi u 9. i 10. st., a obnovio ih je nadbiskup Sveti Dunstan 978. god. Katedrala je obnavljana još dva puta, nakon napada Danaca 1013. i Normana 1066. god.
U katedrali su četiri plaćenika kralja Henrika II. 29. prosinca 1170. god. mučki ubili nadbiskupa Tomu Becketa zbog dugogodišnjeg spora oko crkvenih privilegija. Krvi mučenika su pripisana čudotvorna svojstva i mase hodočasnika su pohrlile u Canterbury, te je Tomu papa Aleksandar III. proglasio svetim već 1173. god. 
Sljedeće godine je većina katedrale stradala u požaru, i obnovio ju je arhitekt Vilim iz Sensa u novom gotičkom stilu koji je već dominirao u Francuskoj. Canterburyjska katedrala je tako postala prvom gotičkom građevinom u Engleskoj, znamenita po svom trobrodnom križnom planu i duljini od 168 m.
Hodočašće na grob Tome Becketa je stoljećima pridonosilo razvoju grada i njegove katedrale, a u njoj su sahranjeni i Edvard Crni Kraljević i Henrik IV., kralj Engleske. Vjerskim reformama u 16. st., kojim je ukinuo crkvene redove pa tako i Canterburyjsku opatiju, Henrik VIII., kralj Engleske je umanjio važnost ovog svetišta. U 17. st., za vrijeme Engleskog građanskog rata, izgrednici su uništili svete slike, vitraje, pa čak i grobnicu sv. Tome Becketa. Samostanske zgrade su napuštene i danas su ruševine, ali im se još može pristupiti kroz klaustar koji je postao dvorište Sveučilišta sv. Augustina, osnovanog nakon reformi.
Koncem 18. st. originalni normanski toranj je srušen zbog bojazni od urušavanja, a 1830-ih je zamijenjen tornjem u stilu južnog gotičkog tornja. Romanički samostan je u 19. st. zamijenjen neogotičkom knjižnicom i arhivom koji su uništeni u njemačkom bombardiranju tijekom Drugog svjetskog rata.
Katedrala trenutno skuplja novce za potpunu obnovu, za koju se procjenjuje da će koštati minimalno 50 milijuna funti.

## Odlike
Katedrala je trobrodna gotička crkva s dvobrodnim transeptom i glavnim brodom iz 1378. god. u perpindikularnom stilu (engleska oštra gotika), na temeljima starije romaničke građevine. Simbol engleske crkve je mozaik-rozeta u obliku kompasa na podu glavnog broda. 
U središnjem tornju (1494. – 1504.) iznad glavnog broda, nalazi se veliko zvono prozvano "Harry". U južnom tornju na zapadnom ulazu nalazi se 14 zvona, a sjeverni, tzv. "Veliki Dunstan" ima jedno zvono teško 3,1 tonu.
Istočni dio katedrale iz 12. st. je najsačuvaniji. U petobrodnoj apsidi, nazvanoj "kruna", nalazi se toranj-kapela (nekada mauzolej sv. Tome) u kojoj je jedini vitraj koji je preživio ikonoklazam anglikanske reforme i bombardiranje u Drugom svjetskom ratu.
Ispod se nalaze zapadna (riznica katedrale) i istočna (kapela sv. Trojstva u kojoj je nekada bila grobnica sv. Tome) normanska kripta
- Klaustar negdašnje opatije uz sjevernu stranu katedrale
- Lepezasti svodovi klaustra iz 15. st.
- Nadgrobni spomenik Edvardu Crnom Kraljeviću
- Normanska kripta sv. Trojstva
- Katedrala oko 1900. god.

## Ostavština
Hodočašće sv. Tomi u Canterburyjsku katedralu je središnja tema Geoffreya Chaucera u djelu Canterburyjske priče iz 14. st., a katedrala je središnjem mjesto radnje drame Thomasa S. Eliota Ubojstvo u katedrali (1935.) koje opisuje ubojstvo sv. Tome.

## Poveznice
- Engleska umjetnost
- Gotička arhitektura

## Vanjske poveznice
- Službena stranica katedrale
- Virtualni obilazak  Arhivirana inačica izvorne stranice od 28. rujna 2007. (Wayback Machine)
- Apel za spas katedrale (2006.)  Arhivirana inačica izvorne stranice od 6. srpnja 2008. (Wayback Machine)